# Soianella
Soianella (già Sojanella) è una frazione del comune italiano di Terricciola, nella provincia di Pisa, in Toscana.

## Geografia fisica
Soianella si sviluppa alla base occidentale di alcune alture che separano la valle del Cascina dalla Valdera. La frazione confina a nord con Santo Pietro Belvedere, a ovest con San Ruffino, a est con Chientina e a sud con Soiana.
Soianella dista circa 6 km da Terricciola, mentre dista da Pisa poco più di 35 km.

## Storia
Il toponimo deriva dal vicino borgo di Soiana, importante castello al quale Soianella è stato storicamente subordinato. Il castelletto di Sojanella, con la sua chiesa parrocchiale di San Martino, figura nel catalogo della diocesi di Lucca del 1260 come dipendente dalla perduta pieve di Sovigliana, ed è nuovamente menzionata nel 1305. La parrocchia di San Martino viene soppressa nel 1345, quando è riunita a quella di Sant'Andrea di Soiana. Soianella, così come Soiana, finì nel XV secolo tra le proprietà dei Gambacorti di Pisa. Nel 1789 venne inserita nel vicariato di Lari, podesteria di Peccioli.
Nel 1951 la frazione di Soianella contava circa 250 abitanti.

## Monumenti e luoghi d'interesse
- Cappella di San Martino, piccola chiesetta ottocentesca situata lungo la via principale del borgo, svolgeva le funzioni per il culto in sostituzione dell'altomedievale chiesa parrocchiale di San Martino.
- Villa Ciardi, palazzo ottocentesco in stile neorinascimentale, è stata progettata dall'architetto pontederese Luigi Bellincioni.